# Claude Lamoral I van Ligne
Claude Lamoral van Ligne (Belœil, 8 november 1618 - Madrid, 21 december 1679) was een Zuid-Nederlands militair en diplomaat in dienst van de Spaanse koning. Hij was lid van de adellijke familie Ligne en was prins van het gelijknamige gebied.

## Biografie
Claude Lamoraal I van Ligne werd geboren in het ouderlijk kasteel te Belœil, als tweede zoon van Floris van Ligne en Louise van Lotharingen. In 1641 volgde hij zijn broer Albert Henri van Ligne op als derde prins van Ligne. Het jaar daarop trouwde hij met de weduwe van zijn broer, Clara Maria van Nassau-Siegen (1621-1695). Hij werd geridderd in de Orde van het Gulden Vlies en was Grande van Spanje.
Als jongere zoon begon hij een militaire carrière, aanvankelijk onder het bevel van zijn oom en latere schoonvader Jan VIII van Nassau-Siegen. In 1647 kreeg hij het commando over de Spaanse cavalerie in de Zuidelijke Nederlanden, dat hij gedurende twintig jaar zal uitoefenen.

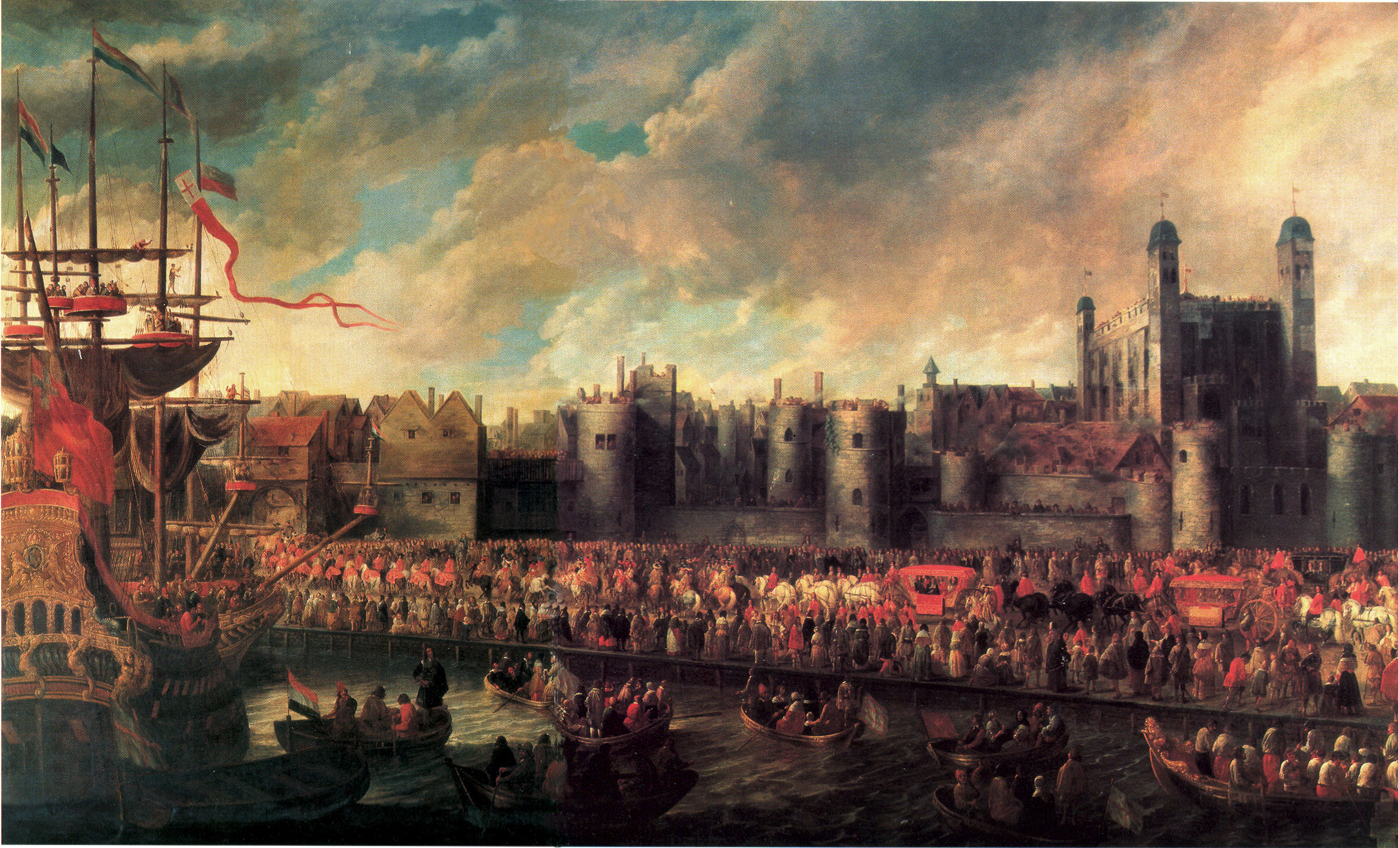
De intrede van Claude Lamoraal van Ligne in Londen in 1660, kasteel van Belœil (François Duchatel)

In 1660 werd Claude Lamoraal belast met een ambassade aan het koninklijke hof van koning Karel II van Engeland. De aankomst in Londen met zijn uitgebreide en luisterrijke gevolg was een gebeurtenis van formaat.
Tien jaar later werd hij benoemd tot onderkoning van Sicilië. Daar versterkte hij de kusten tegen mogelijke aanvallen van Turkse piraten. Tot deze vestingwerken behoorde de Torre di Ligny te Trapani. Hij was van mening dat hij een oproer in Messina had voorkomen bij zijn vertrek als onderkoning (1674); niets was minder waar. De Anti-Spaanse opstand in Messina vond plaats van 1674-1678.
In 1674 werd hij benoemd tot gouverneur van Milaan. Na vier jaar verliet hij die post en sleet zijn laatste levensjaar in Madrid, als lid van de Consejo de Estado.
Na zijn dood bouwde zijn vrouw Clara Maria het kasteel van Belœil uit. In die tijd werd ook een tuin van 25 hectare aangelegd in Franse stijl.

## Huwelijk en kinderen
In 1642 trouwde Claude Lamoral I van Ligne met Clara Maria van Nassau-Siegen, de weduwe van zijn broer Albert Henri, en kregen samen vier kinderen:
- Henri (1644-1702), vierde prins van Ligne
- Procope Hyacinthe (gestorven: 1704), markies van Moÿ
- Clara Louise (gestorven: 1674), trouwde met Íñigo Vélez de Guevara, graaf van Onate
- Karel Jozef (1661-1713), markies van Arronches

## Voorouders
| Voorouders van Claude Lamoral I van Ligne | Voorouders van Claude Lamoral I van Ligne                           | Voorouders van Claude Lamoral I van Ligne                           | Voorouders van Claude Lamoral I van Ligne                                    | Voorouders van Claude Lamoral I van Ligne                                    | Voorouders van Claude Lamoral I van Ligne                                    | Voorouders van Claude Lamoral I van Ligne                                    | Voorouders van Claude Lamoral I van Ligne                         | Voorouders van Claude Lamoral I van Ligne                         |
| ----------------------------------------- | ------------------------------------------------------------------- | ------------------------------------------------------------------- | ---------------------------------------------------------------------------- | ---------------------------------------------------------------------------- | ---------------------------------------------------------------------------- | ---------------------------------------------------------------------------- | ----------------------------------------------------------------- | ----------------------------------------------------------------- |
| Overgrootouders                           | Filips van Ligne (1533-1583) ∞ Margaretha van Lalaing (-1598)       | Filips van Ligne (1533-1583) ∞ Margaretha van Lalaing (-1598)       | Hugo II van Melun (1520-1553) ∞ Yolanda de Werchin de Barbançon (1521-1583?) | Hugo II van Melun (1520-1553) ∞ Yolanda de Werchin de Barbançon (1521-1583?) | Nicolaas van Lotharingen (1524-1577) ∞ Catherina van Lotharingen (1550-1606) | Nicolaas van Lotharingen (1524-1577) ∞ Catherina van Lotharingen (1550-1606) | Karel van Moy (1540-1604) ∞ Catherina van Suzanne (1550-1623)     | Karel van Moy (1540-1604) ∞ Catherina van Suzanne (1550-1623)     |
| Grootouders                               | Lamoraal I van Ligne (1563-1624) ∞ Anna Maria van Melun (1565-1634) | Lamoraal I van Ligne (1563-1624) ∞ Anna Maria van Melun (1565-1634) | Lamoraal I van Ligne (1563-1624) ∞ Anna Maria van Melun (1565-1634)          | Lamoraal I van Ligne (1563-1624) ∞ Anna Maria van Melun (1565-1634)          | Hendrik van Lotharingen (1570-1600) ∞ Claudia van Moy (1572-1627)            | Hendrik van Lotharingen (1570-1600) ∞ Claudia van Moy (1572-1627)            | Hendrik van Lotharingen (1570-1600) ∞ Claudia van Moy (1572-1627) | Hendrik van Lotharingen (1570-1600) ∞ Claudia van Moy (1572-1627) |
| Ouders                                    | Floris van Ligne (1563-1624) ∞ Louisa Van Lotharingen (1595-1634)   | Floris van Ligne (1563-1624) ∞ Louisa Van Lotharingen (1595-1634)   | Floris van Ligne (1563-1624) ∞ Louisa Van Lotharingen (1595-1634)            | Floris van Ligne (1563-1624) ∞ Louisa Van Lotharingen (1595-1634)            | Floris van Ligne (1563-1624) ∞ Louisa Van Lotharingen (1595-1634)            | Floris van Ligne (1563-1624) ∞ Louisa Van Lotharingen (1595-1634)            | Floris van Ligne (1563-1624) ∞ Louisa Van Lotharingen (1595-1634) | Floris van Ligne (1563-1624) ∞ Louisa Van Lotharingen (1595-1634) |
| Claude Lamoral I van Ligne (1588-1622)    |                                                                     |                                                                     |                                                                              |                                                                              |                                                                              |                                                                              |                                                                   |                                                                   |